# Porozumiewanie się ptaków

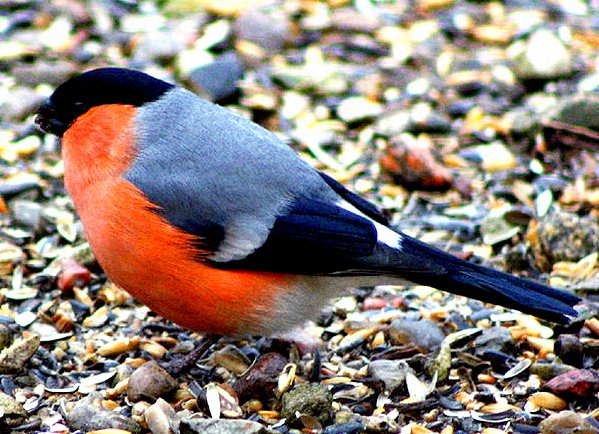
Intensywne barwy tego samca gila informują o tym, że jest on zdrowy

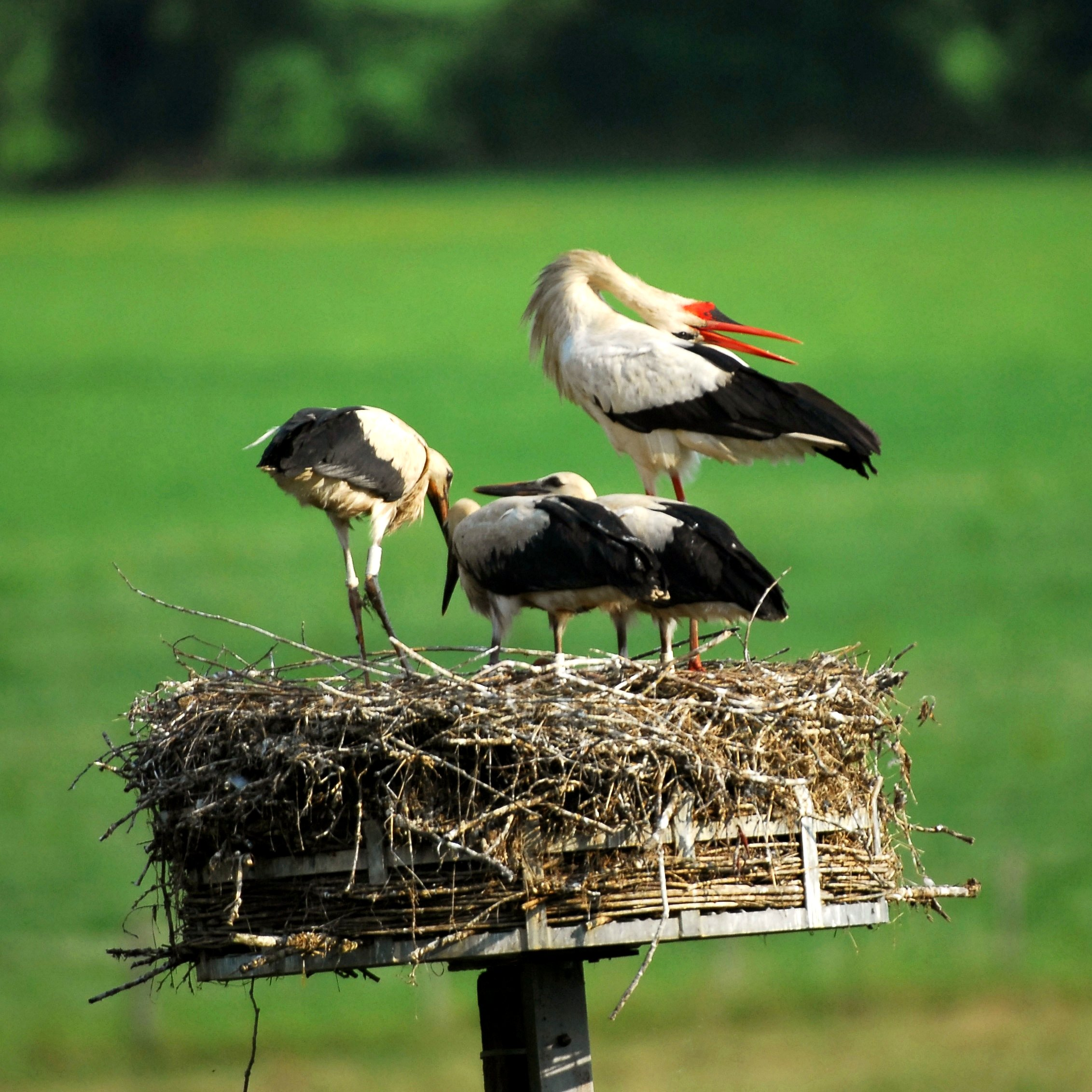
Bocian po prawej klekocze

Porozumiewanie się ptaków – metody celowego przekazywania sygnałów akustycznych, wzrokowych, dotykowych lub chemicznych (smakowych i zapachowych), a także kombinacji takich sygnałów, pomiędzy osobnikami tego samego gatunku ptaków (komunikacja wewnątrzgatunkowa) oraz pomiędzy przedstawicielami różnych gatunków (komunikacja międzygatunkowa) zmierzające do wywołania określonego zachowania innego zwierzęcia – odbiorcy sygnału. Ptaki komunikują się używając przede wszystkim sygnałów audiowizualnych. Skutkiem komunikacji jest przekazanie informacji, a jej konsekwencją jest wzrost dostosowania.

## Komunikacja wzrokowa
Ptaki nie mogą posługiwać się mimiką ze względów anatomicznych. Mają też ograniczoną liczbę gestów. Komunikują się więc innymi metodami, m.in. za pomocą piór. Wiele ptaków okazuje swój nastrój strosząc pióra. Np. dudek, gdy coś go zaniepokoi, stroszy swój czub. Inne ptaki też stroszą pióra na głowie, gdy są np. przestraszone. Samce takich ptaków, jak lirogon wspaniały rozkładają swój ogon, aby zasygnalizować samiczce, że „są wspaniałe”. Pisklęta uszatki widząc drapieżnika, rozkładają skrzydła, aby wydać się większymi. Sóweczka ma na grzbiecie dwie plamy. Gdy drapieżnik zobaczy ją i dwie plamy, myśli, że to oczy i że ofiara już go widzi. Samiec głuptaka niebieskonogiego „macha” swoją niebieską stopą do samicy tak długo, aż ona mu odpowie. Wtedy zostają parą.

### Wzory i kolory
Wzory i barwy pełnią bardzo ważną funkcję w komunikacji wewnątrzgatunkowej ptaków. Ułatwiają identyfikację osobników własnego gatunku, często są elementem dymorfizmu płciowego ułatwiającym znalezienie partnera do rozrodu. Ptaki bardzo dobrze widzą barwy. Barwy mogą sygnalizować np. stan zdrowia jakiegoś osobnika. Zdrowy, dobrze odżywiony samiec gila będzie miał intensywnie czerwoną pierś, a samiec niedożywiony i chory będzie jasnoróżowy, nawet biały z różowym odcieniem. Młode rudziki mają brązową pierś, aby rodzice ich nie atakowali. Samica rudzika nie różni się od samca. Musi więc wydawać specjalne odgłosy, by poinformować inne rudziki o tym, że jest samiczką. Ważne funkcje pełnią też wzory. Są to np. dwie plamy na skrzydłach grzywacza i biały pas na jego ogonie. Przez te cechy jest rozpoznawalny nawet z daleka. Takie wzory to też np. biały kuper i czarno-niebieskie lusterko sójki. Pisklęta często mają często intensywnie ubarwione, np. na żółto, wnętrze dzioba. Pisklęta amadyńca mają bardzo szczególne wnętrze dzioba, z boku ma intensywnie fioletowe wypustki. Takie wnętrze dzioba informuje rodziców, że ten kolorowy, rozwarty dziobek oczekuje nakarmienia. Im pisklę jest głodniejsze, tym szerzej otwiera dziób.

## Dźwięki
Ptaki wydają różnorodne dźwięki tworzone mechanicznie lub głosy wytwarzane w krtani tylnej. Mogą to być szmery, stuki, trzepotanie, różnego rodzaju gwizdy, okrzyki, aż do najbardziej skomplikowanej formy komunikacji dźwiękowej – śpiewu.

### Dźwięki wytwarzane mechanicznie
Są to takie dźwięki, jak klekotanie bociana białego. Różnią się od innych dźwięków tym, że są wydawane za pomocą różnych części ciała. Samce dzięciołów bębnią. Wtedy jest to dla nich najważniejsze, żeby dźwięk rozchodził się daleko. Bekas kszyk za pomocą wibrujących skrajnych sterówek wydaje dźwięki podobne do meczenia kozy. Samce gorzyków pocierają o siebie wewnętrznymi lotkami o specjalnie do tego celu grubszymi stosinami. Wywołuje to szybko następujące po sobie, brzęczące dźwięki. Niektóre kolibry gwiżdżą skrzydłami, a gołębie nimi klaszczą. Niektóre kuraki szurają po ziemi lotkami i piórami ogona.

### Głosy
Głosy są najczęściej odbieranymi w otoczeniu sygnałami akustycznymi emitowanymi przez ptaki. Dla większości gatunków mają olbrzymie znaczenie w całym ich życiu, począwszy od relacji matka–dziecko, poprzez starania o partnera, formowanie związków, ostrzeganie przed niebezpieczeństwem, po ogłaszanie pretensji do terytoriów i ich obronę.
Młode niektórych ptaków (np. nurzyka) już w jaju nawiązują kontakt głosowy z rodzicami. Dojrzewające, zwłaszcza w stadzie, młode nabiera umiejętności komunikowania się z innymi osobnikami swojego gatunku.

### Ptasi śpiew
Ptaki śpiewające (Oscines) mają inaczej zbudowaną krtań, co je wyróżnia wśród pozostałych ptaków. Najbardziej skomplikowane formy śpiewu prezentują samce w okresie godowym. Czasami śpiewają także samiczki. Samiec śpiewa także po to, aby ogłosić innym ptakom, że to jego terytorium. Młode ptaki, które nie osiągnęły samodzielności, nie potrafią jeszcze dobrze śpiewać. Pisklęta wydają głosy żebrzące, gdy informują rodziców, że są głodne. Śpiewu uczą się przed osiągnięciem dojrzałości płciowej.

### Naśladowanie

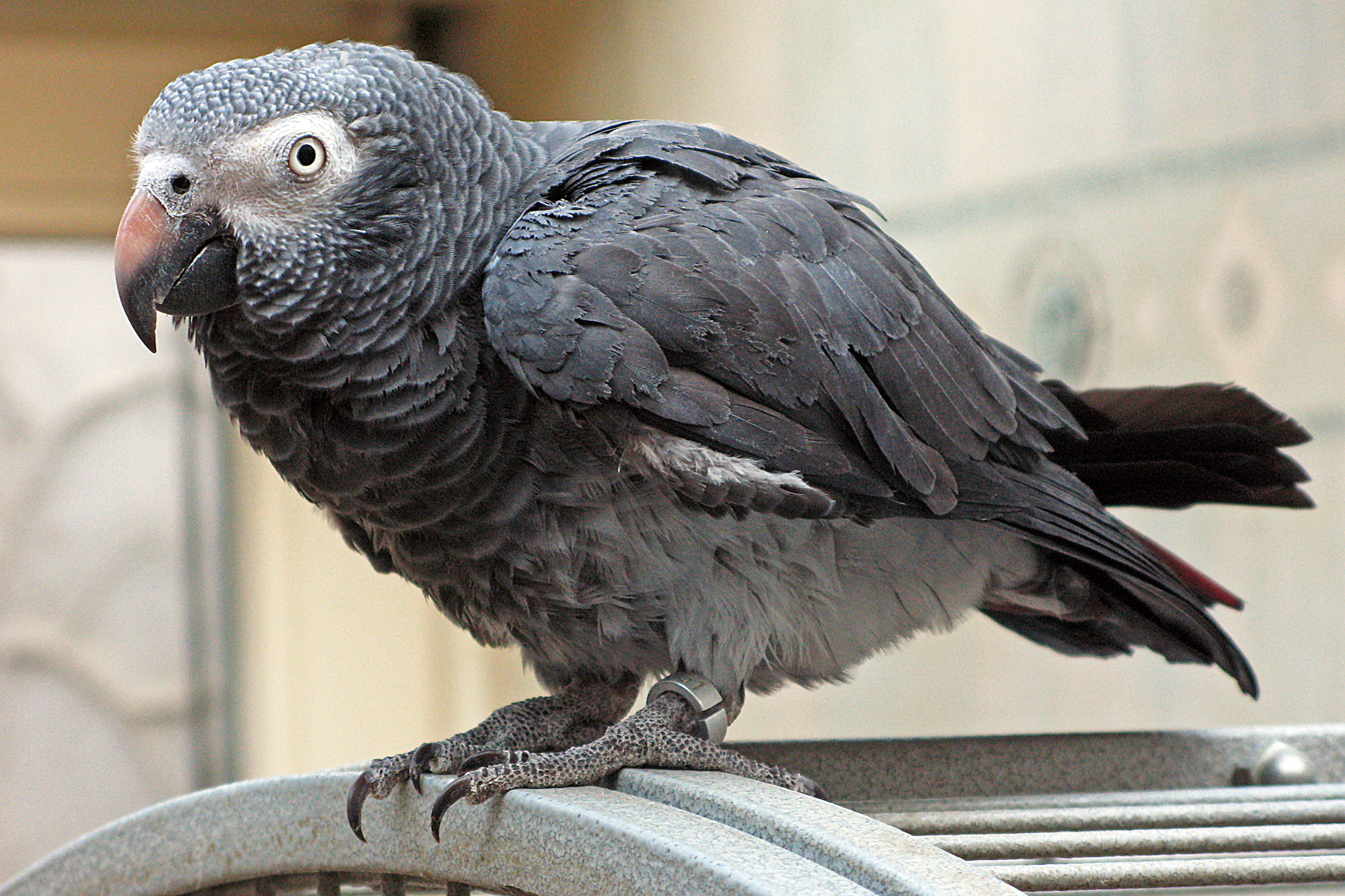
Papuga popielata (Psittacus erithacus) znana jest ze zdolności mimetycznych

Niektóre ptaki naśladują dźwięki dochodzące z ich otoczenia, w tym również ludzką mowę. Szpaki i kosy często wplatają w swoją piosenkę dźwięki, które usłyszą.

## Sygnały chemiczne
Zagadnienia komunikacji chemicznej ptaków są stosunkowo słabo zbadane. Wiadomo, że zwierzęta te wytwarzają różnorodne substancje zapachowe o istotnym znaczeniu zarówno w komunikacji międzygatunkowej, jak i wewnątrzgatunkowej. Prawdopodobnie sygnały te pełnią funkcje defensywne przed drapieżnikami, pasożytami zewnętrznymi i mikroorganizmami. Stopień ich wykorzystywania w relacjach socjalnych wymaga dalszych badań. Młode dudki w obliczu zagrożenia wydalają śmierdzącą substancję, co ma na celu odstraszenie drapieżnika.